# .32 Rimfire
El .32 Rimfire refiere a una familia de cartuchos metálicos para revólveres y rifles, populares a fines del siglo XIX y principios del XX. Esta munición se fabricó principalmente en longitudes cortas y largas, pero se ofrecieron longitudes extra cortas, largas y extra largas. 

## Fabricantes
Los fabricantes en los EE. UU. generalmente dejaron de fabricar municiones de percusión anular .32 durante la Segunda Guerra Mundial en 1941, manteniéndose disponible la munición en existencias antiguas durante algunos años después, pero solo se ha fabricado esporádicamente en los últimos 70 años.

## Historia
El .32 corto fue diseñado en 1860 por Smith & Wesson para su revólver Modelo 2. En 1868, introdujeron el .32 Long en el Model 11⁄2Revólver  Second Issue.
El .32 Short disparaba una bala de plomo de 80 granos a unos 945 pies por segundo, generando una energía de 216 J desde un cañón de 24 pulgadas. 
Los cartuchos de percusión central .32 Colt Short y Long coincidían con las dimensiones externas de los cartuchos de percusión anular .32 Short y Long. El rifle de repetición de acción de palanca Marlin Modelo 1892 se envió con dos percutores, uno de percusión anular y otro de percusión central, para permitir el uso de cartuchos de percusión anular o de percusión central. Los revólveres y los rifles de un solo tiro con recámara para uno de los cartuchos de percusión anular .32 más largos recámara y dispararían los cartuchos más cortos. 
Remington Arms fabricó munición .32 Extra Short (también conocida como .32 Protector) hasta 1920 para su uso en Protector Palm Pistol y Remington Magazine Pistol .
Mientas estuvo vigente, el .32 rimfire usaba pólvora negra, seguida de cargas de pólvora semi-sin humo y sin humo. Si bien era popular como un calibre de caza menor, se consideró obsoleto a fines de la década de 1930, en parte debido a la introducción de versiones de alta velocidad del .22 Long Rifle las que usan pólvora sin humo. 